# むさしの村ローンテニスクラブ
むさしの村ローンテニスクラブ（むさしのむらろーんてにすくらぶ・略称：MLTC）は、1969年に設立された埼玉県加須市志多見にあるテニスクラブ。

## 概要
全仏オープン・ウィンブルドン選手権出場にしたヘッドコーチをはじめ、実績・経験ともに豊富なコーチ陣による指導が特徴である。ジュニアやトッププレイヤーの育成に力を入れており、クラブの出身プロテニスプレイヤーには、ダニエル太郎、山崎純平がいる。アマチュア・大人や家族のキャンププログラムや様々なイベントの競技会の会場としても利用されている。また、クラブ会員は併設されているむさしの村遊園地に無料で入場できる。

## 沿革
1969年に埼玉県で最初の民間テニスクラブとして誕生。

## クラブ育成方針
テニスは、子供たちの成長を促し、努力することにより勇気と感動を与えてくれるスポーツである。テニスを通じて、日々の挨拶や感謝の気持ちを表現するなどの人としての基本的なマナーを身につけ、心身を鍛え、楽しさや充実感を味わう。

## 設備
- クレーコート 　13面（13番コートが現在使用不可のため事実上12面）
- 内ナイター設備　　2面
- クラブハウス
- シャワー有り
- 駐車場 約100台

## プログラム
- プレイヤークラス 世界・全国でプロとして活躍するプレイヤー・プレイヤーを目指す為のクラス
- ジュニアアカデミー
- キッズ向けプラン ITF(国際テニス連盟)奨励のTENNIS PLAY＋STAY（プレイ アンド ステイ）を取り入れ、誰でも簡単にテニスを楽しめるプログラムを実施  満3歳から入会可能
- 一般向けプラン

## アクセス
〒347‐0042 埼玉県加須市志多見1700‐1 
- 東武伊勢崎線南羽生駅から 徒歩約20分
- 東武伊勢崎線加須駅から タクシー約15分

## 大会

### ジュニア大会
関東テニス協会公認のジュニアテニストーナメントを開催
- ニューイヤージュニアテニストーナメント（関東テニス協会公認グレード4C）
- チェリージュニアテニストーナメント (関東テニス協会公認グレード4C）
- ジュニアテニストーナメント：5月（関東テニス協会公認グレード4C）
- ジュニアテニストーナメントNATSU (関東テニス協会公認グレード４B)

### 一般大会
埼玉県テニス協会公認の大会を開催し、成績優秀者は埼玉県大会出場資格が与えられる。
- むさしの村クレーコート選手権大会

## 出身プロテニス選手
- ダニエル太郎（現在は所属していない）
- 山崎純平
- 住澤大輔
- 齋藤惠佑
- 正林知大
- 光崎楓奈
- 川岸七菜
- 小林ほの花

## コーチ・職員
- 武正紘一郎（武正八重子氏の夫・同クラブ社長）

- 武正八重子（ウィンブルドン選手権・全仏オープンテニス出場）
- 武正新一（武正八重子氏の息子）
- 辻雄馬（コーチ）

## その他
所属しているジュニア選手に、Jr.デビスカップ日本代表に選出されている田畑遼（北海道生まれ・16歳・世界ジュニアランキング104位（2024年10月7日付）がいる

## 外部サイト
- むさしの村ローンテニスクラブ